# Весна (видавництво)
«Видавничий дім „Весна“» (м. Харків) — видавництво, що спеціалізується на випуску навчально-методичної літератури.
Місія видавництва — зробити навчання у школі цікавішим, ефективним та водночас легким для учня і вчителя, повернути дітям культуру читання та жагу до навчання.
Офіційним роком заснування «Видавничого дому Весна» вважається 2006-й. Але як книгорозповсюджувач він був відомий ще з 2003 року.
Від самого початку своєї діяльності «Видавничий дім Весна» взяв курс на створення дійсно корисного, інноваційного, якісного продукту — щоб надати дітям можливість навчатися цікаво, розкриваючи свої здібності, а вчителям — навчати за допомогою інтерактивних видань, роблячи процес захоплюючим та ефективним.

## «Видавничий дім Весна» сьогодні
В асортименті видавництва представлені різноманітні навчальні посібники для початкової, середньої і старшої школи, комплексні та практичні довідники, словники, енциклопедії, численні контрольно- перевірені матеріали: тестові завдання для поточного й тематичного контролю, підготовки до ДПА та ЗНО. Було створено цікаві серії посібників: «Домашній тренажер», «Діагностика на відмінно», «Подорож з Гуглом, Флешкою і Стикером», «Ілюстрований словник молодшого школяра».
На особливу увагу заслуговує серія «Контрольна на 12» з основних навчальних предметів середньої та старшої школи. Беззаперечна цінність цих посібників полягає в тому, що за обсягом матеріалу вони дорівнюють кільком підручникам, а за компактністю й доступністю його викладу відповідають кращим довідникам. Розміщені в онлайн-додатку тести допомагають перевірити рівень знань.

## Географія представництв
«Видавничий дім Весна» має розвинуту мережу продажу завдяки партнерам по всій території України.

## Про авторів
Усі автори «Видавничого дому Весна» є досвідченими, натхненними творчими особистостями, книги яких вирізняються якістю, інноваційністю, цікавим і корисним матеріалом.
Ось лише деякі з авторів:
·                   І. М. Скирда — викладач історії, кандидат історичних наук, викладач вищої категорії, викладач-методист ОКЗ «Харківське училище культури»;
·                   В. В. Воропаєва — учитель історії, учитель вищої категорії, учитель-методист, «Відмінник освіти України»;
·                   С. Р. Молочко — старший викладач кафедри філологічних дисциплін та методики їх викладання, методист відділу суспільно-гуманітарних наук Чернігівського обласного інституту післядипломної педагогічної освіти імені К. Д. Ушинського, вчитель-методист;
·                   В. І. Новосьолова — кандидат педагогічних наук, старший науковий співробітник лабораторії навчання української мови Інституту педагогіки НАПН України;
·                   Г. Т. Шелехова — кандидат педагогічних наук, старший науковий співробітник, провідний науковий співробітник лабораторії навчання української мови Інституту педагогіки НАПН України;
·                   А. П. Мартинюк — доктор філологічних наук, професор кафедри перекладознавства імені Миколи Лукаша Харківського національного університету імені В. Н. Каразіна;
·                   І. О. Свердлова — кандидат педагогічних наук, доцент кафедри методики та практики викладання іноземної мови Харківського національного університету імені В. Н. Каразіна;
·                   І. Ю. Набокова — кандидат філологічних наук, доцент кафедри англійської філології Харківського національного університету імені В. Н. Каразіна;
·                   З. М. Хитра — кандидат педагогічних наук, викладач вищої категорії, автор підручника «Я досліджую світ» (НУШ), автор численних посібників;
·                   Л. О. Гребенькова — учитель вищої категорії, учитель-методист, автор багатьох посібників, які отримали гриф МОН України;
·                   та інші.
Усі автори «Видавничого дому Весна» є досвідченими, натхненними творчими особистостями, завдяки яким книжки виходять інноваційними, цікавими, якісними і корисними.
Ось лише деякі з авторів:
- О. В. Коршунова — вчитель вищої категорії, вчитель-методист. Автор курсу та навчальних комплектів з інформатики «Кроки до інформатики. Шукачі скарбів» для 2–4 класів та «Інформатика. Шукачі скарбів. II рівень» для 5, 6 класів й комп'ютерних програм «Скарбниця знань»™ і «Скарбниця знань. II рівень»™";
- Н. І. Айзацька має багаторічний досвід роботи з дітьми і є автором багатьох посібників, які отримали гриф МОНМС України;
- О. І. Буковська — кандидат педагогічних наук, заступник директора з науково-методичної роботи одного з ліцеїв м. Києва;
- Д. В. Васильєва — магістр математики, аспірант лабораторії фізичної і математичної освіти інституту педагогіки АПН України, вчитель математики, логіки, фізики;
- О. Ф. Золочевська — методист одного з вищих навчальних закладів м. Харкова;
- Л. М. Пужайчереда — викладач кафедри методики суспільно-гуманітарних дисциплін одного з вищих навчальних закладів м. Харкова;
- та інші.

## Про визнання
На XIII фестивалі «Світ книги-2011», м. Харків, «Видавничий дім Весна» отримав одразу дві нагороди-визнання:
- «Золотий фенікс», гран-прі у номінації «Всесвіт у долонях» отримала серія словників-довідників «Словникова скарбничка»;
- Дипломом «Книга мрії» відзначена одна з останніх новинок — перша енциклопедія дідів морозів «Дід Мороз і всі, всі, всі…».

## Про грифи МОН, молоді та спорту
Для своїх посібників видавництво встановило найвищі критерії якості, тому переважна більшість із них дістала схвалення Міністерства освіти і науки України. У цьому велика заслуга шановних авторів видавництва та експертів — висококласних фахівців, талановитих педагогів і досвідчених методистів. На цей час уся література, яка підлягає грифуванню, вже має гриф «Схвалено МОН, молоді та спорту України», а новинки знаходяться на розгляді у відповідних комісіях.
За рішенням видавництва подібному оцінюванню підлягають навіть ті видання, які не потребують обов'язкової наявності грифів. Така позиція зумовлена прагненням досягти досконалості та бажанням підвищити якість освіти.

## Про конкурси

### Конкурс дитячої комп'ютерної творчості «Шукачі скарбів»
У 2010/2011 навчальному році харківське видавництво навчальної літератури ТОВ «Видавничий дім Весна» та автор навчальних комплектів з інформатики Ольга Коршунова вирішили залучити молодших школярів до пошуку справжніх вічних скарбів — таланту та особистого творчого початку. Зробити це спробували через один із найбільш знайомих та улюблених предметів дітлахів — комп'ютер. Ідея знайшла підтримку у фахівців Міністерства освіти і науки, молоді та спорту й 15 грудня 2010 р. в Україні розпочався Перший всеукраїнський конкурс дитячої комп'ютерної творчості «Шукачі скарбів».
До пошуку головного скарбу навчального року 2010/2011 запросили дітей віком до 12 років, але виявилось, що наймолодшими авторами конкурсу стали ті, кому ледь виповнилося шість років! Переможців компетентне журі обирало у номінаціях «Афіша» (152 роботи), «Фільм-казка» (146 робіт), «Комп'ютерна гра» (45 робіт), «Цифровий живопис» (499 робіт). Ще три найкращі роботи отримали спеціальні нагороди від організаторів конкурсу. Передбачено було й урахування думки «незалежного глядача» — з 14 до 23 травня на офіційному сайті видавництва тривало голосування у категорії «Глядацькі вподобання».
За мету конкурсу організатори обрали мобілізацію творчого потенціалу дітей України, залучення до процесу поширення ідеї «майбутнє в навчанні», популяризацію робіт учасників.
Усі переможці в останній день 2010/2011 навчального року отримали призи. Серед нагород: графічні планшети, вебкамера, безпровідні маніпулятори, флеш-носії, мр3-плеєри, та, звичайно ж, помічники у подальшій роботі — навчальні видання «Видавничого дому Весна».
Загальна кількість учасників: 830
Географія конкурсу: участь брали діти з усіх 27 областей країни.
Найбільша активність: Донецьк, Миколаїв, Харків, Хмельницький, Херсон та відповідні області.
У 2011/2012 навчальному році видавництво вирішило провести II Всеукраїнський конкурсі дитячої комп'ютерної творчості «Шукачі скарбів-2011/2012» та у подальшому робити це щорічно під час навчального року. Більш детально про конкурс можна дізнатись тут vesna-books.com.ua/konkurs/skarb2

### Конкурс дитячого логічного мислення «Академія логіки»
У 2011/2012 навчальному році видавництво вирішило провести І Всеукраїнський конкурс дитячого логічного мислення «Академія логіки-2011/2012». Більш детально про конкурс можна дізнатись тут vesna-books.com.ua/konkurs/logika

## Серії видавництва

### Початкова школа
- «Подорож з Гуглом, Флешкою і Стикером». Посібники для 1–4 класів
- «Математика. Інтегрований збірник задач і завдань». Посібники для 2–4 класів
- «Робота над словниковими словами». Зошити для 1–4 класів
- «Післябукварик»
- «Класна бібліотека. Робота з дитячою книжкою. 1 клас». Посібник з 10 книжок, зібраних у папці
- «Першокласний записник»
- «Домашні прописи з української мови»
- «Домашні прописи з англійської мови з калькою»
- «Домашній тренажер з математики». Посібник для 2–4 класів
- «Домашній тренажер з української мови». Посібник для 2–4 класів
- «Домашній тренажер з англійської мови». Посібник для 2–4 класів
- «Позакласне читання. Робота з дитячою книжкою». Посібники для 2–4 класів
- «ДПА. Орієнтовні завдання для підсумкових контрольних робіт з математики. 4 клас»
- «ДПА. Орієнтовні завдання для підсумкових контрольних робіт з літературного читання та української мови. 4 клас»
- «Шпаргалка з математики. Початкова школа»
- «Шпаргалка з української мови. Початкова школа»
- «Шпаргалка з англійської мови. Початкова школа»
- «Шпаргалка “Я досліджую світ”. Початкова школа»
- «Інтегрований словник-довідник. Початкова школа. Українська мова»
- «Орфографічний словник. 1–4 класи»
- «Фразеологічний словник. 1–4 класи»
- «Словник синонімів, антонімів, омонімів. 1–4 класи»
- «Словник мовних труднощів. 1–4 класи»
- «Тлумачний словник. 1–4 класи»
- «Розбір слова за будовою. 1–4 класи»
- «Словник застарілих слів. 1–4 класи»

### Середня та старша школа
- «Інтерактивний довідник. Українська мова. 5–11 класи»
- «Інтерактивний довідник. Українська література. 5–11 класи»
- «Інтерактивний довідник. Англійська мова. 5–11 класи»
- «Інтерактивний довідник. Історія України. 6–11 класи»
- «Інтерактивний довідник. Алгебра. Геометрія. 7–11 класи»
- «Інтерактивний практичний довідник. Історія України»
- «Українська література. Хрестоматія». Посібники для 5–11 класів
- «Зарубіжна література. Хрестоматія». Посібники для 9–11 класів
- «Тест-контроль». Зошити для проведення самостійних і контрольних робіт з математики, української мови та літератури, історії, фізики, хімії, біології для 5–11 класів
- Зошити для проведення лабораторних та практичних робіт з фізики, хімії, біології, географії у 5–11 класа
- «Англійська мова. ЗНО. Збірник тестових завдань»
- «Українська мова. ЗНО. Збірник тестових завдань»
- «Українська література. ЗНО. Збірник тестових завдань»
- «Історія України. ЗНО. Збірник тестових завдань»
- «Математика. ЗНО. Збірник тестових завдань
- «Збірник задач з фізики». Посібники для 7–9 класів

## Участь у виставках
«Видавничий дім Весна» веде активну виставкову діяльність, щоб бути завжди в курсі останніх тенденцій в галузі освіти та книговидавництва. Видавництво бере участь у популярних міжнародних і вітчизняних форумах видавців:
·  ● Франкфуртський міжнародний книжковий ярмарок (2013–2015 рр.)
● Болонський книжковий ярмарок (2013–2015 рр.)
·  ● Львівський форум видавців (учасники з 2010 р.)
Така діяльність допомагає налагоджувати стосунки з партнерами, знаходити нові знайомства, презентувати новинки, відстежувати зміни в роботі конкурентів.